# Paul Franklin
Paul Franklin (Detroit, 31 de maio de 1954) é um músico estadunidense. 
Começou sua carreira na década de 1970 como membro da Barbara Mandrell's band. Tornou-se um músico prolífico em Nashville, Tennessee, tocando em mais de 500 álbuns. Ele foi nomeado pela Academia de Música Country como Melhor Guitarrista em várias ocasiões. Além de a guitarra, também toca violino e bateria.